# 血清

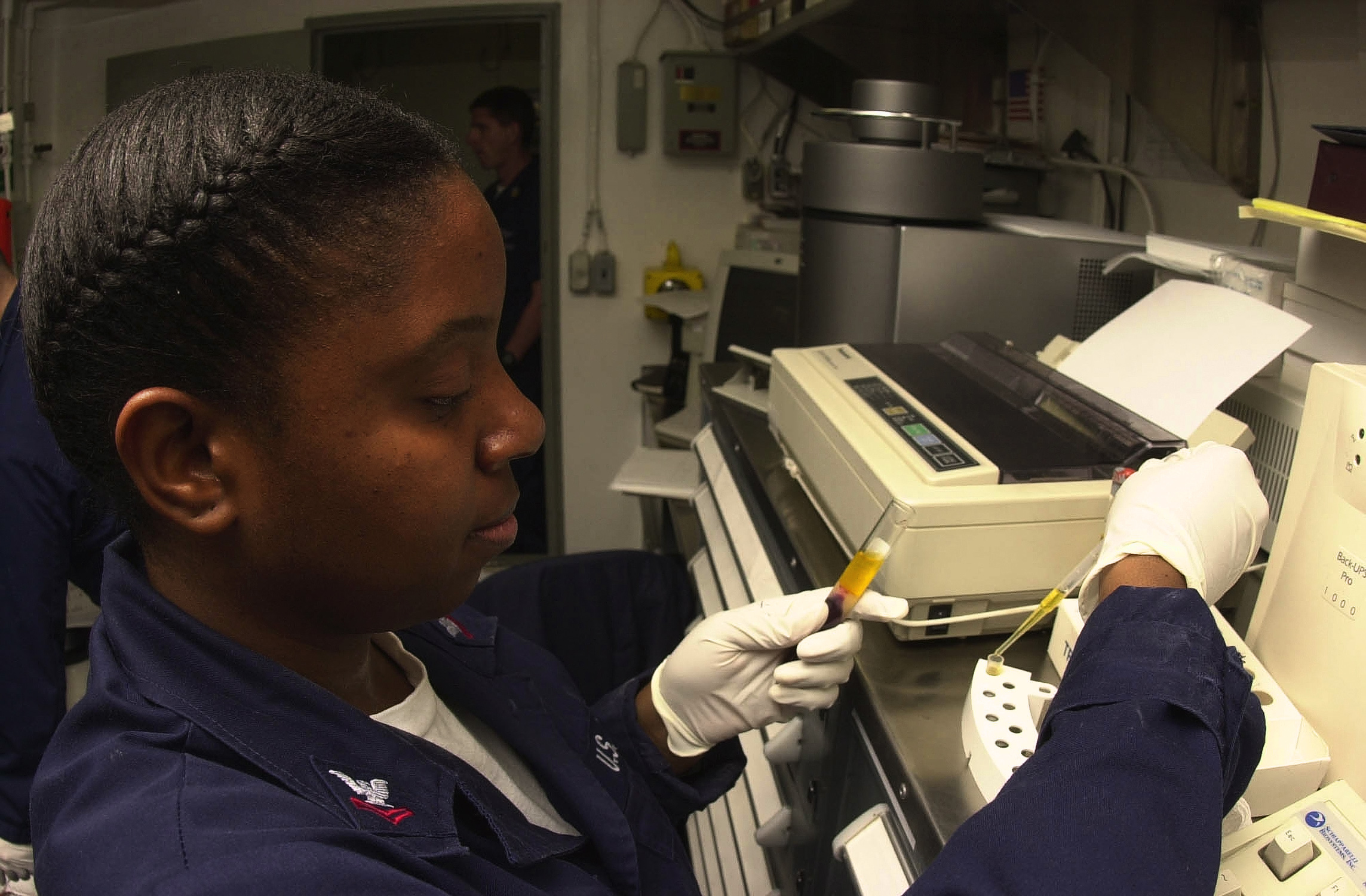
血清を準備するアメリカ海軍の軍医

血清（けっせい、英語: serum）は、血液が凝固した時、上澄みにできる淡黄色の液体成分のことである。血漿が凝固成分を含むのに対して、凝固成分をほとんど含まない、あるいは含んだとしても少量のものをさす。

## 概要
主成分はアルブミンとグロブリンで、特定の病気に罹患した時にその数値に変化が表れる。また感染症や腫瘍、内分泌や甲状腺、血液型などの検査に幅広く用いられる。分離の際に血小板の細胞組織や代謝物が残ることがあるため、場合によっては血清でなく血漿を検査に用いることもある。
血清中には脂質が含まれる。これらの脂質は人体にとって有益なものだが、度を越すと有害になる恐れがある。また、動物の血清を医療に利用するのを抗血清（血清療法）と呼ぶ。かつては馬の抗血清を用いた病気予防や治療が行われていたが、血清病と呼ばれる副作用が激しいため、現在は用いられなくなっている。

## 血漿と血清

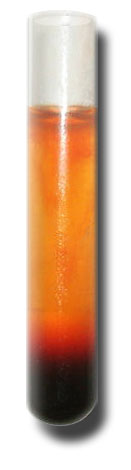
ビリルビンの増加により黄疸症状を呈している血清

### 両者の違い
血液は、血漿成分（血液中52～64％）と血球成分（血液中36～48％）に大別される。血球成分は赤血球、白血球、血小板から成る。
血漿成分は水分（90％）、タンパク質（約7～8％）、陽イオン、陰イオンなどの無機質（0.9％）、糖質、脂質、尿素、尿酸、アミノ酸など（2％）で成り立っており全血液量の55％を占める。血漿中のタンパク質にはアルブミン、グロブリン（αグロブリン、βグロブリン、Φフィブリノーゲン、γ－グロブリン）などがある。血液を試験管に入れ放置しておくと、凝固した沈殿物（血餅）と液体（血清）に分かれる。血餅は赤血球、白血球、血小板の血球成分とフィブリン（線維素）からなる。これをさらに遠心分離すると、血漿と、血餅を含む血球成分を完全に分離できる。
血漿は、抗凝固剤入り採血管で採血して放置または遠心分離した場合に、血球成分の沈殿によりできる上澄みである。この血漿は凝固因子を含む。一方で、抗凝固剤の入らない採血管で採血して放置した場合、抗凝固剤が入らないため、血球成分が凝固因子により凝血する。その場合の上澄みが血清であり、血清は凝固因子を欠く。つまり、抗凝固剤を使った場合は血漿と血球成分とに分かれ、使わなかった場合は血餅と血清とに分かれる。
またアルブミンは腎臓病、肝疾患で減少する。他に血清ビリルビンは溶血性貧血や胆石、肝臓がん、肝炎などで胆汁の流出ができなくなった場合に、血液中に逆流して血清中で増える。ビリルビンは赤血球が壊れて胆汁に再生されたもので、この物質が血清中に増えると、2ミリグラム以上で黄疸の症状を呈する。

### 血清学的検査
血清を用いて行う検査は、血液を遠心分離して残った血漿や血清を検体とした血液生化学検査があり、内臓、特に肝臓や腎臓の機能の検査に用いられるまた、抗体の有無を調べるためにも用いられ、これを血清学的検査という。血清学的検査の対象となる検査は次のとおりである。
感染症検査（ウイルスマーカー）
HBs抗原、HBs抗体（いずれもB型肝炎ウイルス）、HCV抗体（C型肝炎ウイルス）、HIV抗体、ATLなど。
腫瘍マーカー検査
AFP（肝細胞癌のマーカー）、CEA、CA19-9（膵癌のマーカー）、PSAなど
内分泌・甲状腺検査
甲状腺ホルモン、FT3（遊離トリニヨードチロニン）、FT4（遊離チロキシン）など。
その他
梅毒検査、マイコプラズマ抗体検査寒冷凝集反応検査。
また血液型検査、RA反応（リウマチ）、CRP（C反応性タンパク質）、ASO（レンサ球菌感染）などの検査に血清が使われる。

### 血漿推奨される場合

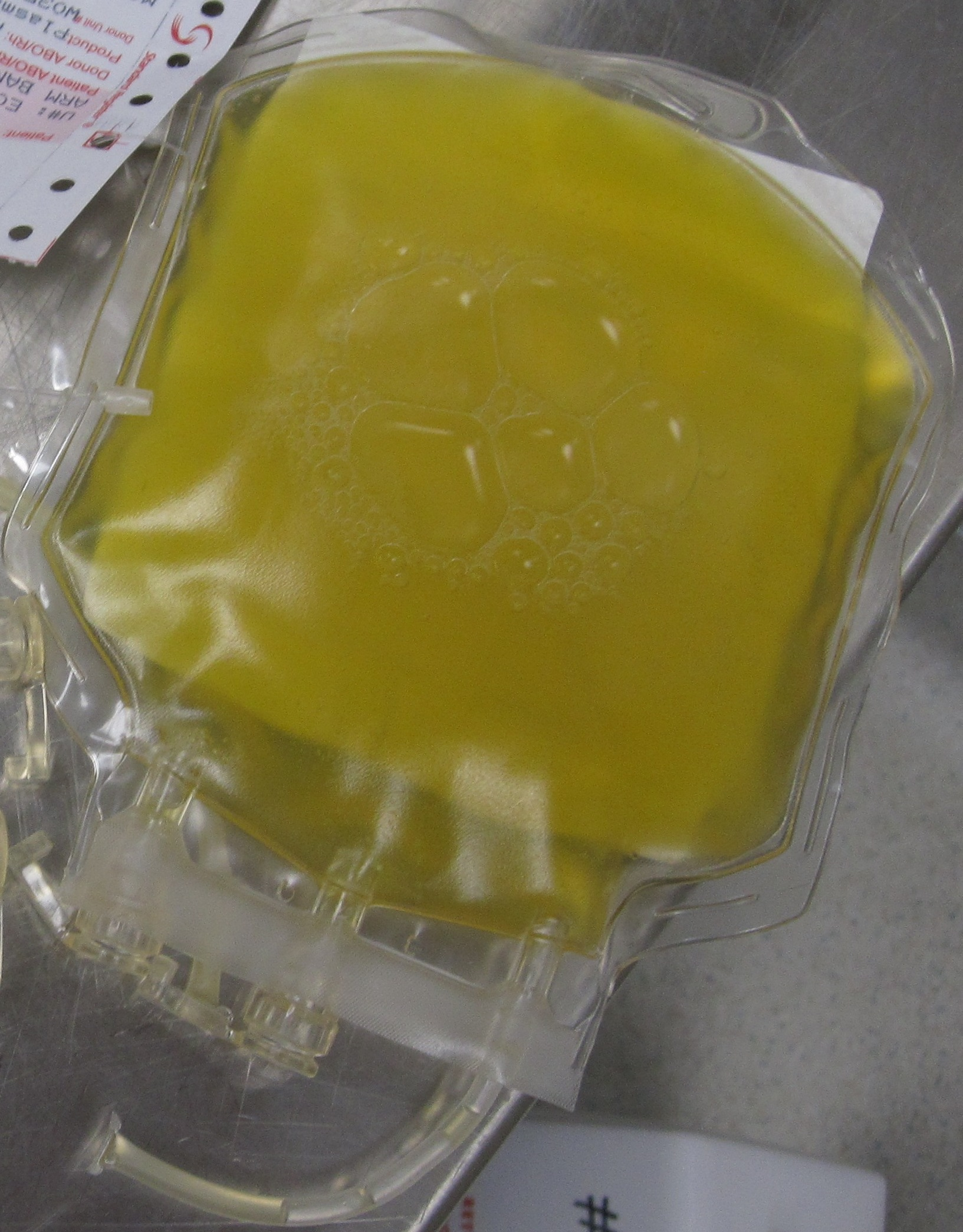
冷凍保存された血漿

血清には凝固成分は少なくなるが、血小板の細胞成分や代謝物が増加するため、カリウム、無機リン酸、乳酸、アンモニアなどの値が高くなる。こういった成分が血小板などの細胞成分に含まれていて、凝固反応中の血清中へ流出するためである。従って、測定に血清を用いた時と、血漿を用いた時とでは、一部の検査項目で違いが出る。 酸性ホスファターゼ、ニューロン特異性エノラーゼ、ドーパミンやセロトニンなど、血小板に多く含まれている物質は血清では正確な値が出ないことがあるため、このような時には血漿が用いられる。また、以下のような点でも血漿を使うメリットがある。
- 凝血を待たずとも、遠心分離することで直ちに検体が得られる。（凝結は通常、室温で30分かかる）
- 血漿の方が血清より約15パーセントから20パーセント検体を多く採取することができる。
- 血清の場合は分離した後も凝固反応が続くケースがある。
- 血漿の方が、血清よりもより生体内の状態を把握しやすい。
- 溶血または血小板破損の度合いが血清より少ない。健常な人の場合、血漿の遊離ヘモグロビン濃度は血清の約10分の1で、それだけ血漿には溶血が少ないと言うことである。血漿では、血小板の破壊による異常な高カリウム値というのはまずありえない。一方、血清では偽高カリウム血症が認められることがある。

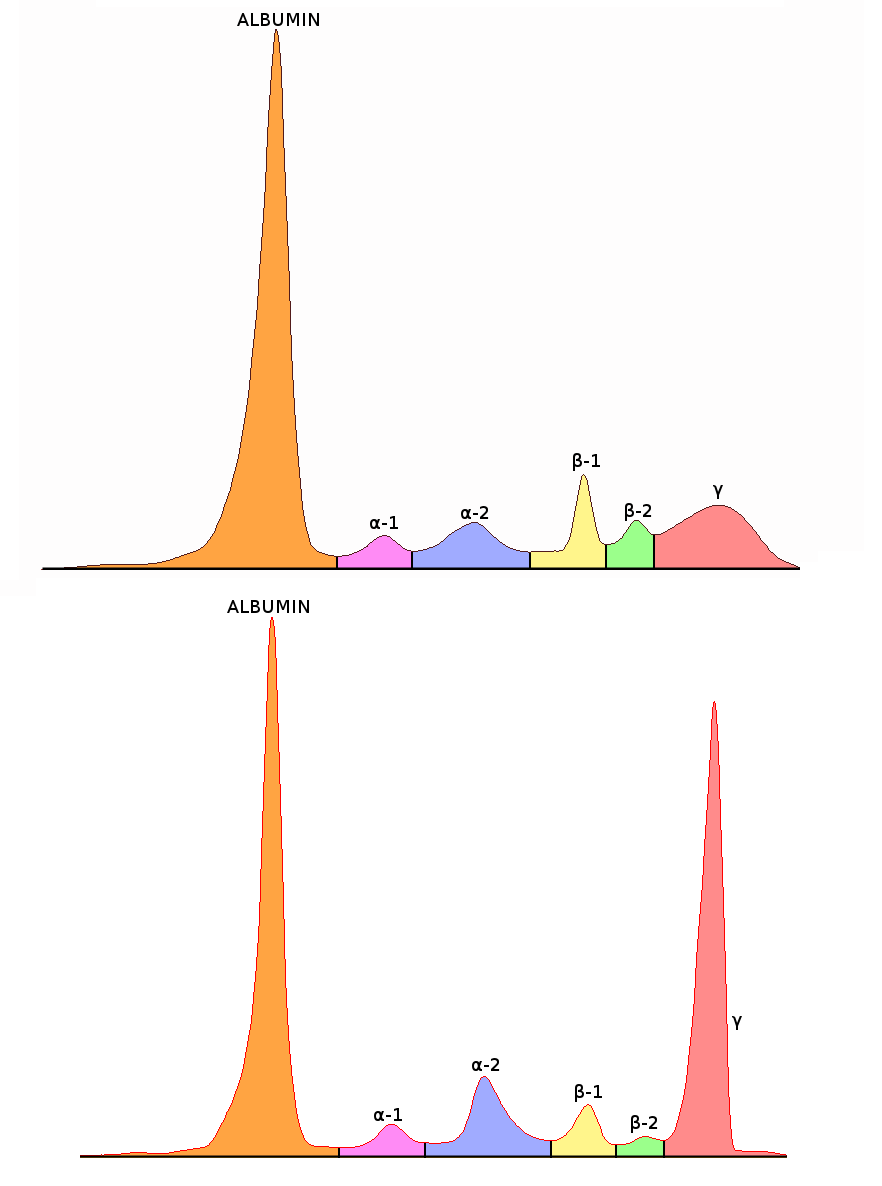
電気泳動による血清総タンパクの図、上は健康時、下は感染症の時のもので、アルブミン（オレンジ）の値が低く、グロブリン（濃いピンク）の値が高くなっている。

その一方で、血漿が血清よりも検査に不都合なこともある。 
- タンパク質の電気泳動分画像が変化し、フィブリノゲンのピークがγ-グロブリン領域に表れるため、M-タンパク血症の診断ができにくくなる。
- 血漿と血球成分を分けるための抗凝固剤により、正しい測定ができないことがある。抗凝固剤はキレート剤で、アルカリホスファターゼなどの酵素を不活性化させる可能性が生じるためである。従って、検査で用いる測定方法にEDTA、クエン酸、ヘパリンなどの抗凝固剤がどのような形で影響するのかを、前もって調査しておく必要がある。

### 血清総タンパクとアルブミン・グロブリン比
総タンパクの主成分は、60％を占めるアルブミン（ALB）と20％のグロブリンである。病原菌などの抗原が体内にある場合、それらを攻撃するグロブリンの値が高くなる一方で、アルブミンの値は下がるものの、総タンパク量はあまり変化しない。グロブリンが高値となるのは、慢性の炎症や肝硬変、悪性リンパ腫などの場合である。多発性骨髄腫や脱水症状では特に値が高くなる。血清タンパクは血漿の約8％を占める、何種類ものタンパク質成分を総合したものである。これらのタンパク成分は総タンパク(TP＝Total Protein）と呼ばれる。

## 血清脂質と血清病

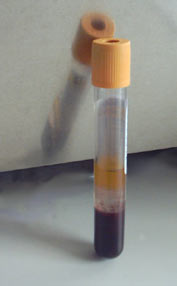
分離した血餅と血清（オレンジ色の部分）

### 血清脂質
血清中に含まれる脂肪のことで、中性脂肪やコレステロール、リン脂質、遊離脂肪酸などが含まれる。 コレステロールは細胞やホルモン、胆汁酸を作る上でも不可欠である。中性脂肪は分解されてエネルギーとなったり、皮下脂肪や内臓脂肪として体内に貯蔵されたりする仕組みになっている。また、リン脂質は細胞膜の形成上に重要な役割を果たす。その意味で血清脂質は、人体に非常に有益な働きをしているが、バランスが崩れると動脈硬化を促す恐れがある。過剰なLDLコレステロール（悪玉コレステロール）が血管壁に蓄積して動脈硬化を早めるうえに、中性脂肪も多すぎると小粒子高密度LDL（スモールデンスLDL）を増加させる。このスモールデンスLDLの増加により、悪玉LDLが善玉HDLコレステロールを減らすため、さらに動脈硬化が進むことになる。
脂肪酸の組成は、多い順にリノール酸、パルミチン酸、オレイン酸、アラキドン酸であり、皮脂腺など皮膚の分泌物とは構成が異なる。
本来液体に脂分は混じらないが、血清脂質の場合は、血清中の中に溶けだした格好になっている。脂質がアポ蛋白で包まれており、脂質（リピッド）と結合してリポ蛋白となって、血清中に溶けているからである。もしこのリポ蛋白が、血清中溶け込まずに遊離したような状態にあって、マクロファージや細網内皮系で処理できない場合は脂肪塞栓が起こりやすくなる。

### 血清病の原因
血清病とは、馬の免疫抗毒素血清によって起こる副作用である。かつては破傷風やジフテリアの予防、または治療に馬の抗血清を使っていた。この抗血清の注射により、血清タンパクが抗原となって抗体ができるが、抗原と抗体の免疫複合体となって血管壁などに付着するため、腎臓や関節組織に影響が出、この血清が原因とみられる血清病が多発していた。しかし今は馬の抗血清は使われておらず、そのため血清病は姿を消している。
初めての注射での症状は、リンパ節の腫れ、発疹、タンパク尿などで症状はさほど重くないが、2度目以降に同じ注射をした場合は、アナフィラキシーによるショック症状を起こし、死に至ることもあった。